# Albertosaurinae

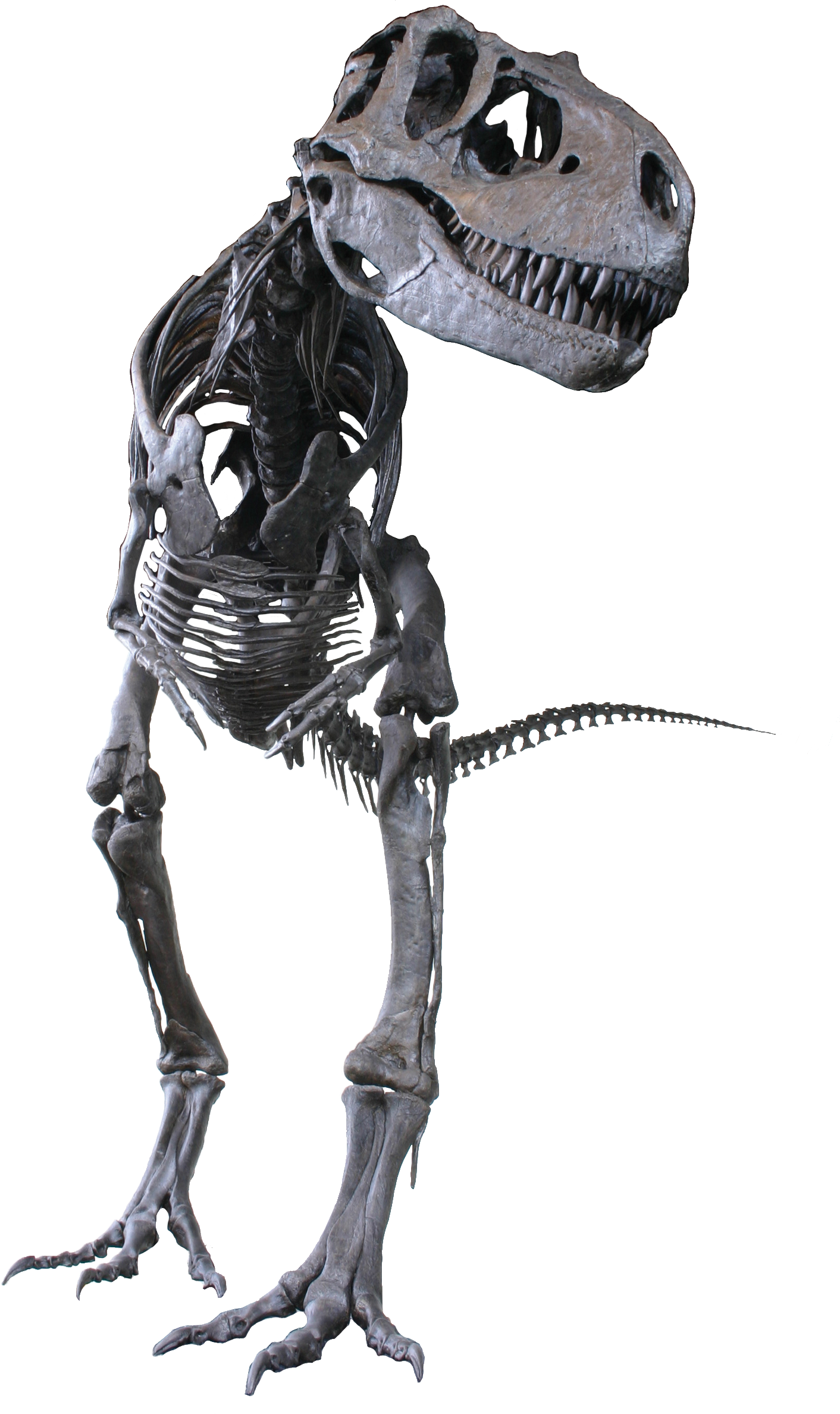
Albertosaurusskelet in Colorado.

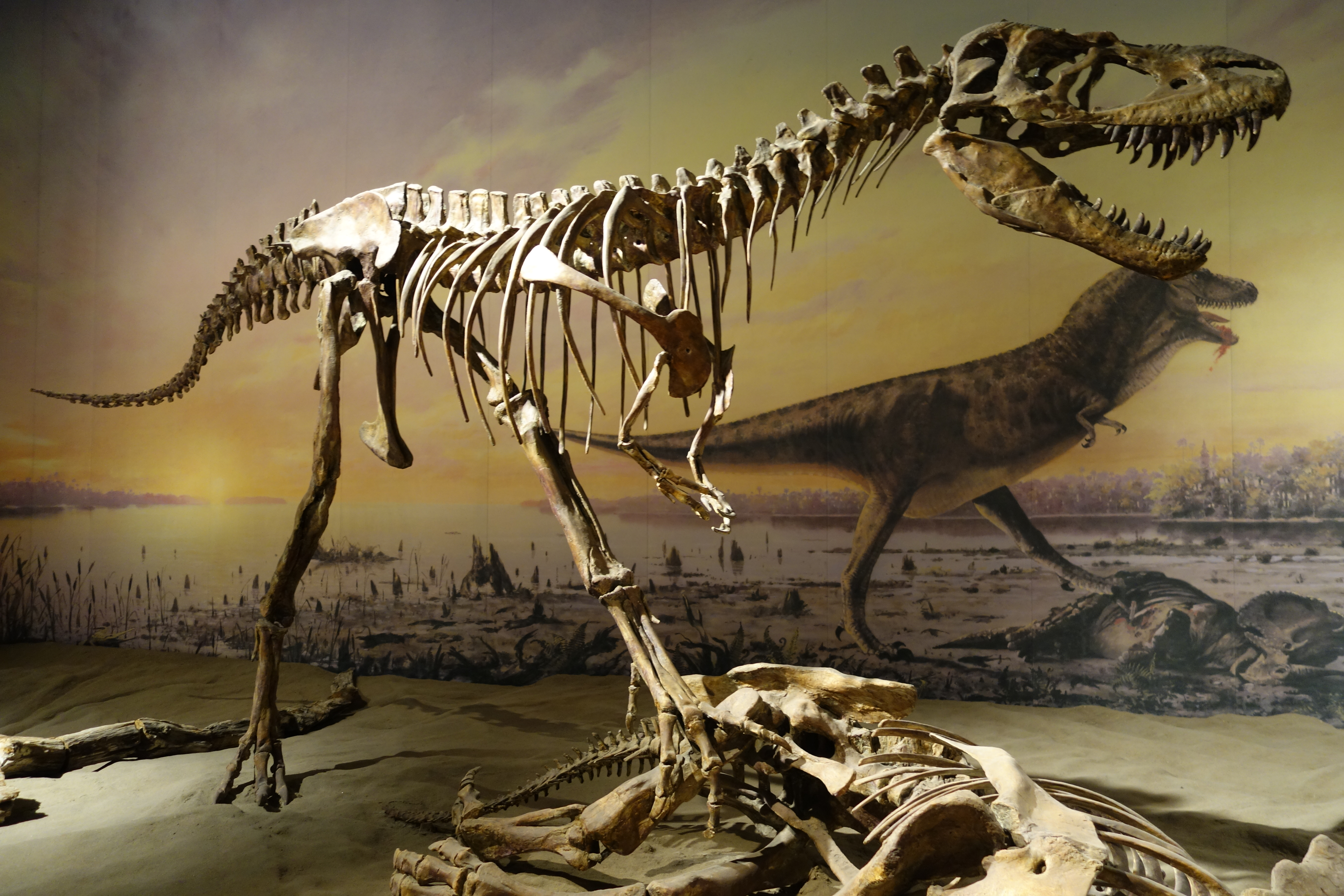
Gorgosaurusskelet in een diorama tentoongesteld in het Royal Tyrrell.

De Albertosaurinae zijn een onderverdeling van de Tyrannosauridae, een groep uit de theropoden, vleesetende dinosauriërs.
De naam werd voor het eerst gebruikt door Phil Currie e.a. in 2003 voor een clade: alle Tyrannosauridae die nauwer verwant zijn aan Albertosaurus dan aan Tyrannosaurus. In 2004 gaf Thomas Holtz een inhoudelijk overeenkomende definitie met soortaanduidingen erbij: de groep bestaande uit Albertosaurus sarcophagus en alle soorten die een recentere gemeenschappelijke voorouder delen met Albertosaurus dan met Tyrannosaurus rex. 
De groep leefde in het Laat-Krijt (Campanien-Maastrichtien) in Noord-Amerika en bestond uit grote roofdieren. De twee binnen de groep aangetroffen geslachten, tot nu toe, zijn Gorgosaurus en Albertosaurus.